# هنري جاكسون (لاعب كرة قاعدة)
هنري جاكسون (بالإنجليزية: Henry Jackson)‏ هو لاعب كرة قاعدة أمريكي، ولد في 23 يونيو 1861 في يونيون سيتي في الولايات المتحدة، وتوفي في 14 سبتمبر 1932 في شيكاغو في الولايات المتحدة.

## وصلات خارجية
- هنري جاكسون على موقعبيزبول رفرنس.كوم (الدوري الرئيسي) (الإنجليزية)